# Skookumchuck Narrows

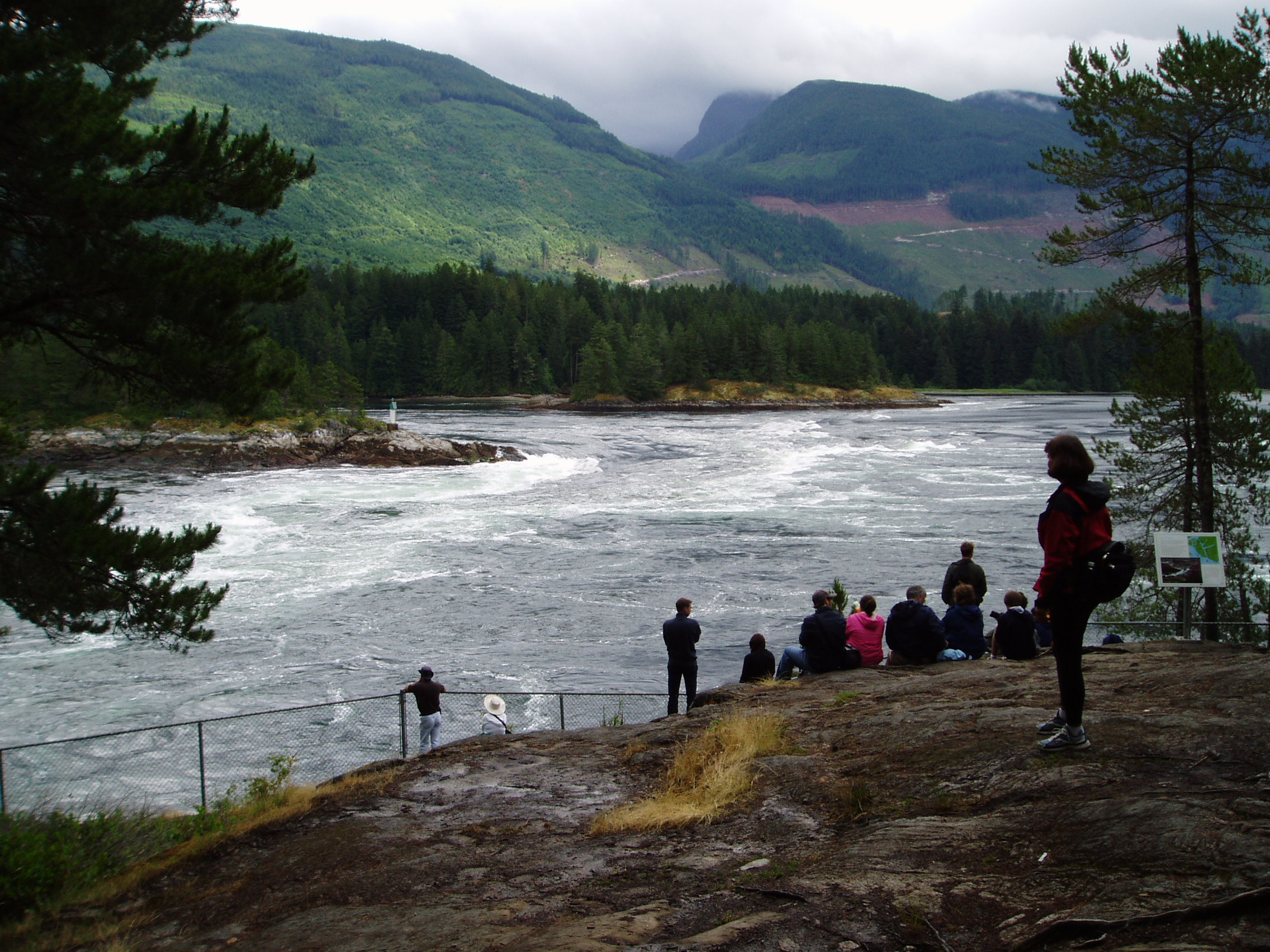
Skookumchuck Narrows under stark ebb

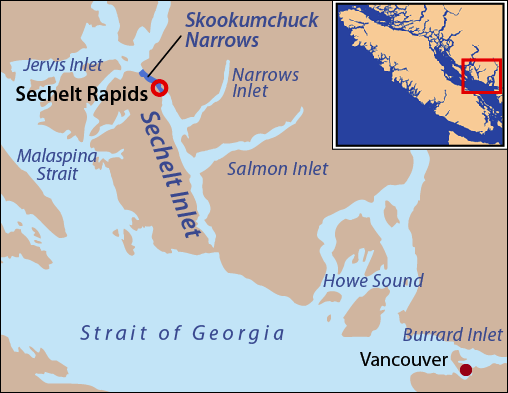
Sechelt Inlet, med Skookumchuck Narrows markerad och Sechelt Rapids inuti cirkeln.

Skookumchuck Narrows finns vid inloppet till Sechelt Inlet på British Columbias Sunshine Coast i Kanada. Innan inloppet utvidgar sig och bildar Sechelt Inlet, och dess två sidofjordar Salmon Inlet och Narrow Inlet, tvingas tidvatten att strömma genom Sechelt Rapids. När vattnet flödar som mest bildas strömvirvlar och vågskum i strömmen, även vid lugnt väder, till och med vid vindstilla. Forsrännare och surfare, som Elijah Mack, har surfat i forsarna trots att det kan vara farligt. Sundet är också platsen för Skookumchuk Narrows Provincial Park.
Varje dag forsar mer än 750 000 m3 havsvatten in i fjorden vid flod. Skillnaden på vattennivån på de båda sidorna av forsen kan vara mer än två meter. Detta gör att strömmen som bildas kan nå hastigheter mellan 30 och 33 km/h.  Skookumchuck Narrows blir ibland felaktigt kallad "den snabbaste tidvattenströmmen i världen". Saltströmmen i Norge är dock snabbare med sina cirka 37 km/h.